# Luquembo
Luquembo è una municipalità dell'Angola appartenente alla provincia di Malanje. Ha 32.236 abitanti (stima del 2006) ed una superficie di 10.971 km².
Il capoluogo è Luquembo.